# Makvala Kasrashvili
Makvala Kasrashvili (del ruso: Маквала Филимоновна Касрашвили, Makvala Filimonovna Kasrashvili) (13 de marzo de 1942, Kutaisi, Georgia) es una celebrada soprano nacida en Georgia-Rusia. 
Se graduó en el conservatorio de Tiflis en 1966 y desde 1968 fue solista en el Teatro Bolshói de Moscú. Ha cantado en grandes casas de ópera como el Metropolitan Opera- en 1979 con la compañía del Bolshoi-, Covent Garden y París. 
Se destacó en como Tatyana en Eugene Onegin, Marina en Borís Godunov, La doncella de Orleans y Natasha en La guerra y la paz de Prokófiev. Otros papeles han sido Turandot, Donna Anna,
Ha sido condecorada con el Premio Artista del Pueblo de la Unión Soviética en 1986.
Desde 2002 es directora artística del Bolshoi.
Recientemente apareció como Madame Larina en la polémica puesta en escena de Eugene Onegin debida a Dmitri Tcherniakov en el Bolshoi.